# Palazzo Ramirez de Montalvo

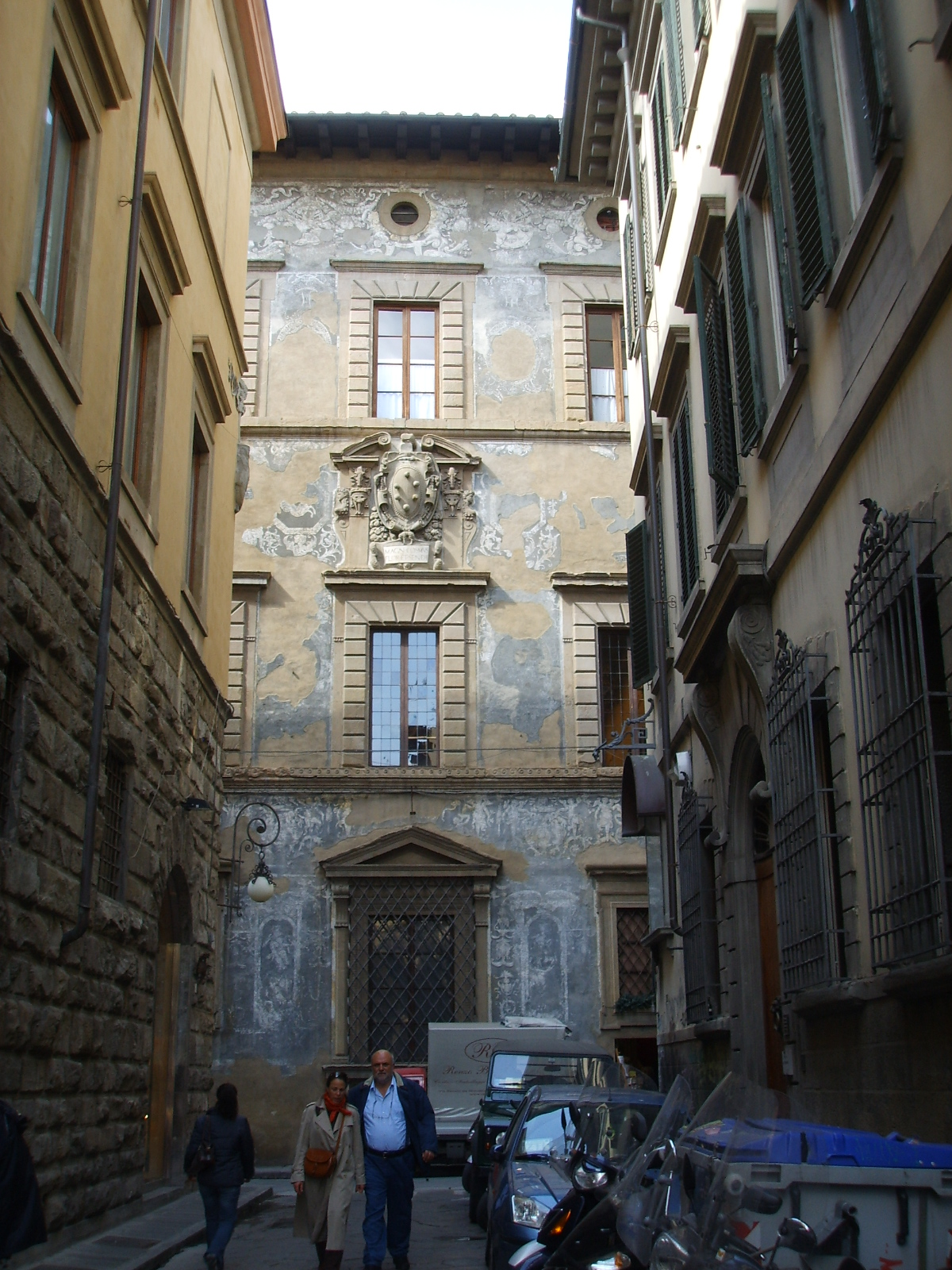
Vista parcial da fachada do Palazzo Ramirez de Montalvo.

O Palazzo Ramirez de Montalvo é um palácio de Florença, situado no nº 26 do Borgo Albizi. 

## História

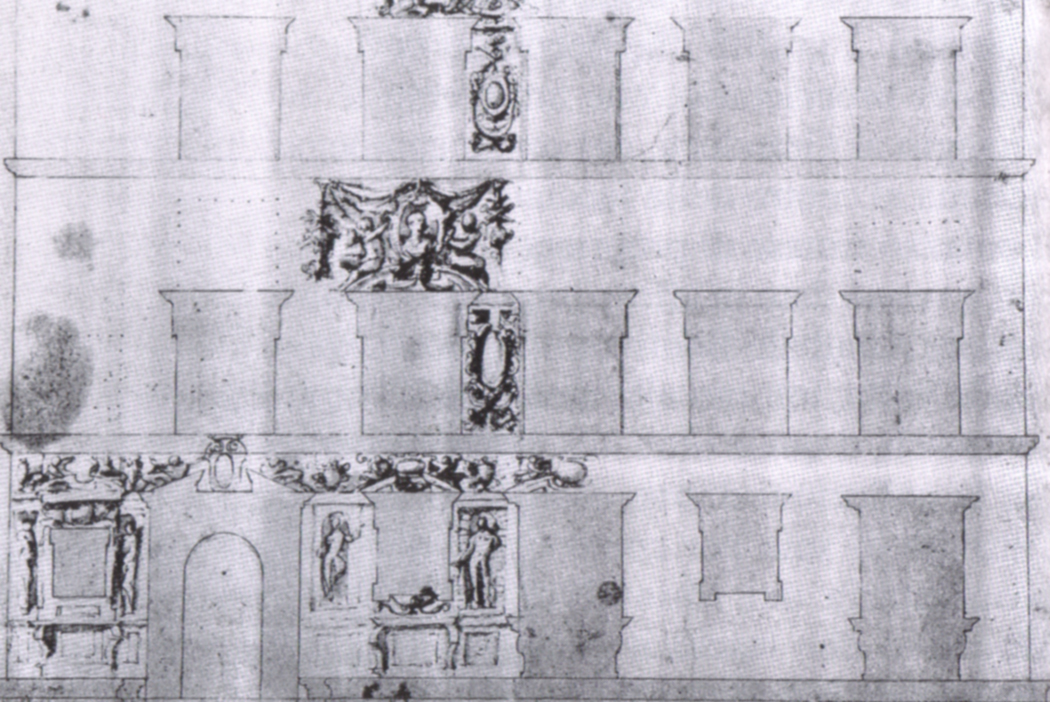
Desenho de Vasari para a fachada do Palazzo Ramirez de Montalvo.

António Ramirez de Montalvo, de origem espanhola, era o primeiro camareiro da corte do Grão-duque Cosme I de Médici. O seu serviço à corte foi, sem dúvida, o mais primiado pelo grão-duque, que o fez dono duma casa-torre neste sítio pertencente à família Bonafede, à qual Ramirez pôde, pouco depois, acrescentar duas outras casas contíguas, adquiridas por ele aos Pazzi e aos Adimari, além dum terreno ao longo da rua.
Foi deste modo que, em 1568, o grão-duque disponibilizou o seu arquitecto da corte Bartolomeo Ammannati, materiais valiosos (como as madeiras para o telhado e para a estrutura) e, ainda, uma consistente ajuda em dinheiro para a realização de um novo palácio que surgiria no lugar das casas compradas por Ramirez de Montalvo.
Para a fachada foram desenhados magníficos grafitos, projectados por um outro artista da corte, Giorgio Vasari, por indicação iconográfica de Vincenzo Borghini. Ao que parece, na realização também terá participado o jovem Bernardino Poccetti, mais tarde requisitadíssimo afrescador para numerosos edifícios florentinos. O tema dos grafitos é a celebração da vida do proprietário, que com as suas façanhas presta homenagem ao grão-duque. De facto, o brasão dos Médici domina sobre a fachada em agradecimento ao artífice da fortuna do proprietário.
O palácio manteve-se na posse dos Ramirez de Montalvo dante cerca de três séculos. Aqui habitou a venerável Eleonora Ramirez de Montalvo, fundadora do Istituto della Quiete na  Villa La Quiete. Este instituto foi criado em 1650, segundo a sua ordem, pelas religiosas Montalvas. 
Em 1645 foi arrendado uma primeira vez ao Monsenhor Annibale Bentivoglio, núncio apostólico. Em meados do século XVIII foi novamente arrendado, desta vez ao Barão Filippo de Stoch, apaixonado pelo estudo e coleccionismo da arte antiga, o qual também exercia no palácio a actividade de espião por conta do governo inglês. Naquele período reidiu aqui  Johann Joachim Winckelmann, o famoso arqueólogo alemão que conheceu em Florença o erudito Angelo Maria Bandini, com o qual manteve uma correspondência bastante violenta.
A última descendente da família Montalvo foi a Marquesa Giulia, a qual deixou o palácio aos seus dois filhos, Francesco e Ferdinando Matteucci. No século XIX foi vendido a uma sociedade imobiliária que o dividiu em apartamentos, o que implicou numerosas transformações.

### Actualidade
Actualmente, o primeiro andar hospeda a Casa d'Aste Pandolfini, fundada em 1924, e é usado por vezes como fórum de exposições e conferências. O edifício abriga ainda o Hotel Bavaria.

## Arquitectura

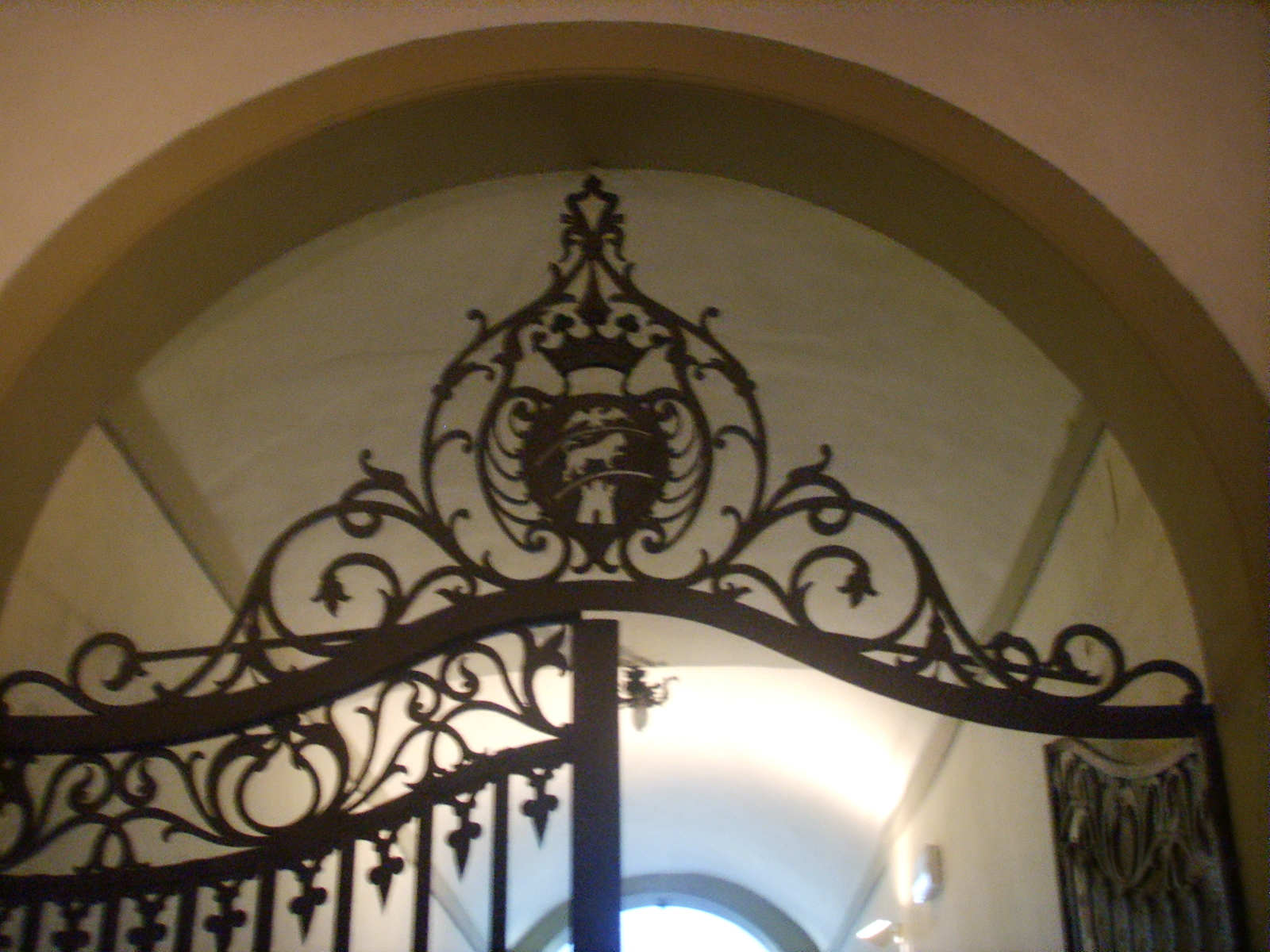
O brasão sobre a cancela.

O palácio foi edificado de modo que o seu centro ficasse alinhado com o enfiamento da Via dei Giraldi, usufruindo, deste modo, da muita luz dada pela falta de edifícios em frente.
A fachada voltada para o Borgo Albizi é caracterizada por um solene espendor. O portal está deslocado para a esquerda e nos seus flancos abrem-se duas janelas ajoelhadas (finestre inginocchiate) alternadas por duas rectangulares. Nos andares superiores, duas filas de conco janelas alinhadas em cornijas marca-piso são caracterizadas pelas arquitraves salientes e por molduras em pedra igualmente salientes, com as juntas numa disposição quase radial. 

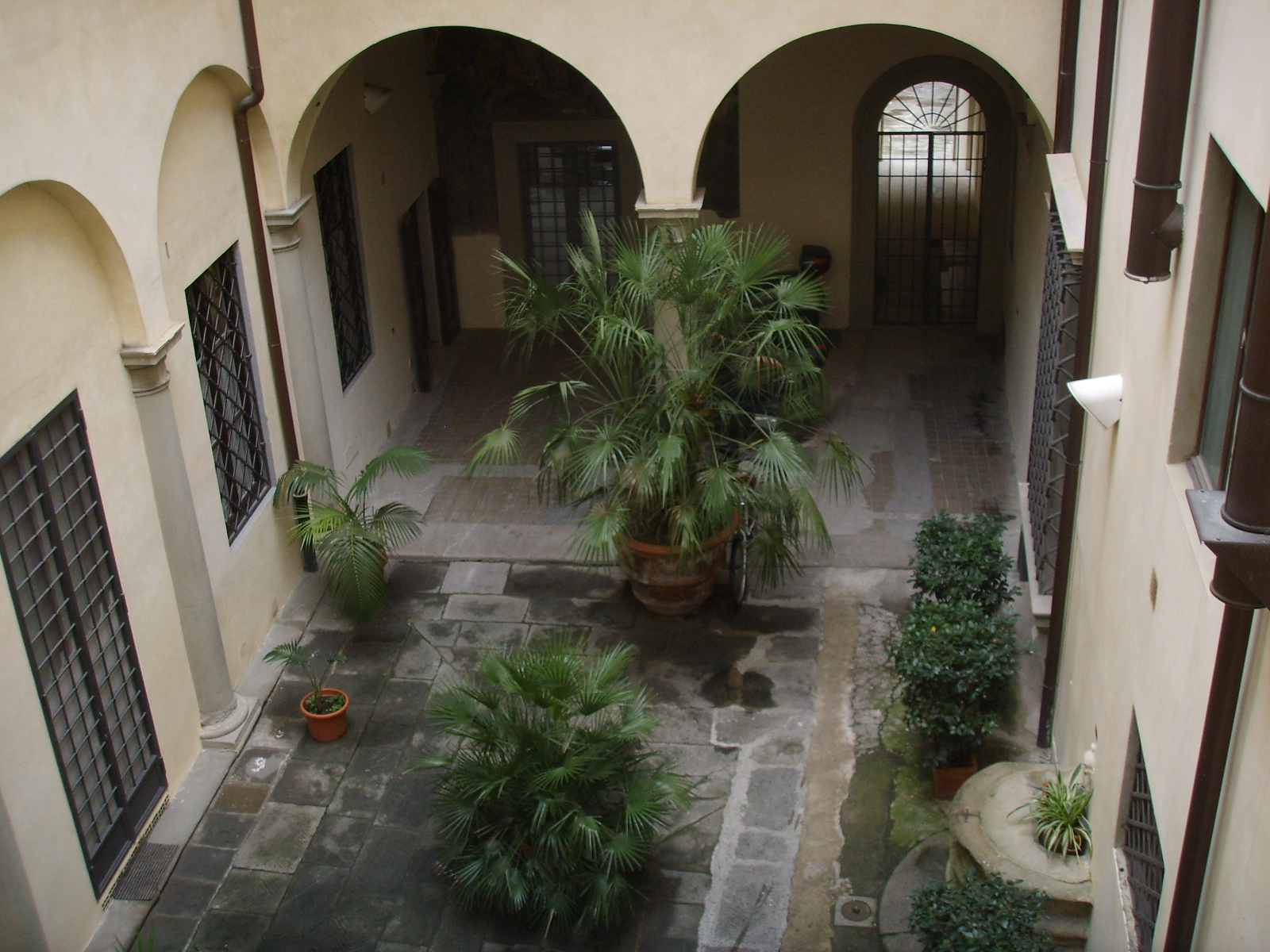
Vista do pátio.

O brasão dos Ramirez de Montalvo encontra-se no tímpano do portal, enquanto ao centro da fachada domina o brasão dos Médici. Contudo, o elemento peculiar da fachada são os grafitos que cobrem a superfície com desenhos monocromáticos. Ao contrário de outros palácios, não sofreram repinturas recentes, pelo que aparecem actualmente com bastantes lacunas.
Pelo átrio, que apresenta uma bela cancela em ferro forjado coroada pelo brasão da família, acede-se ao pátio central, o qual não é particularmente grande e possui uma planta rectangular com arcos no lado oposto à entrada. Aqui se encontra uma cópia da famosa estátua de Mercúrio, por Giambologna. Daqui, uma escadaria consuz aos andares superiores.
As salas do andar nobre (piano nobile) são as mais valiosas e as melhor conservadas do palácio original. O salão principal tem um interessante tecto com caixotões e uma chaminé em pedra executada por Alfonso Parigi o Velho segundo desenho de Ammannati: ao alto apresenta uma inscrição e um busto do cortesão espanhol que mandou construir o palácio.
Em algumas salas vizinhas encontram-se afrescos em estilo neoclássico pintados pelo pratense Luigi Catani, chamado a decorar o palácio por Lorenzo Maria de Montalvo.

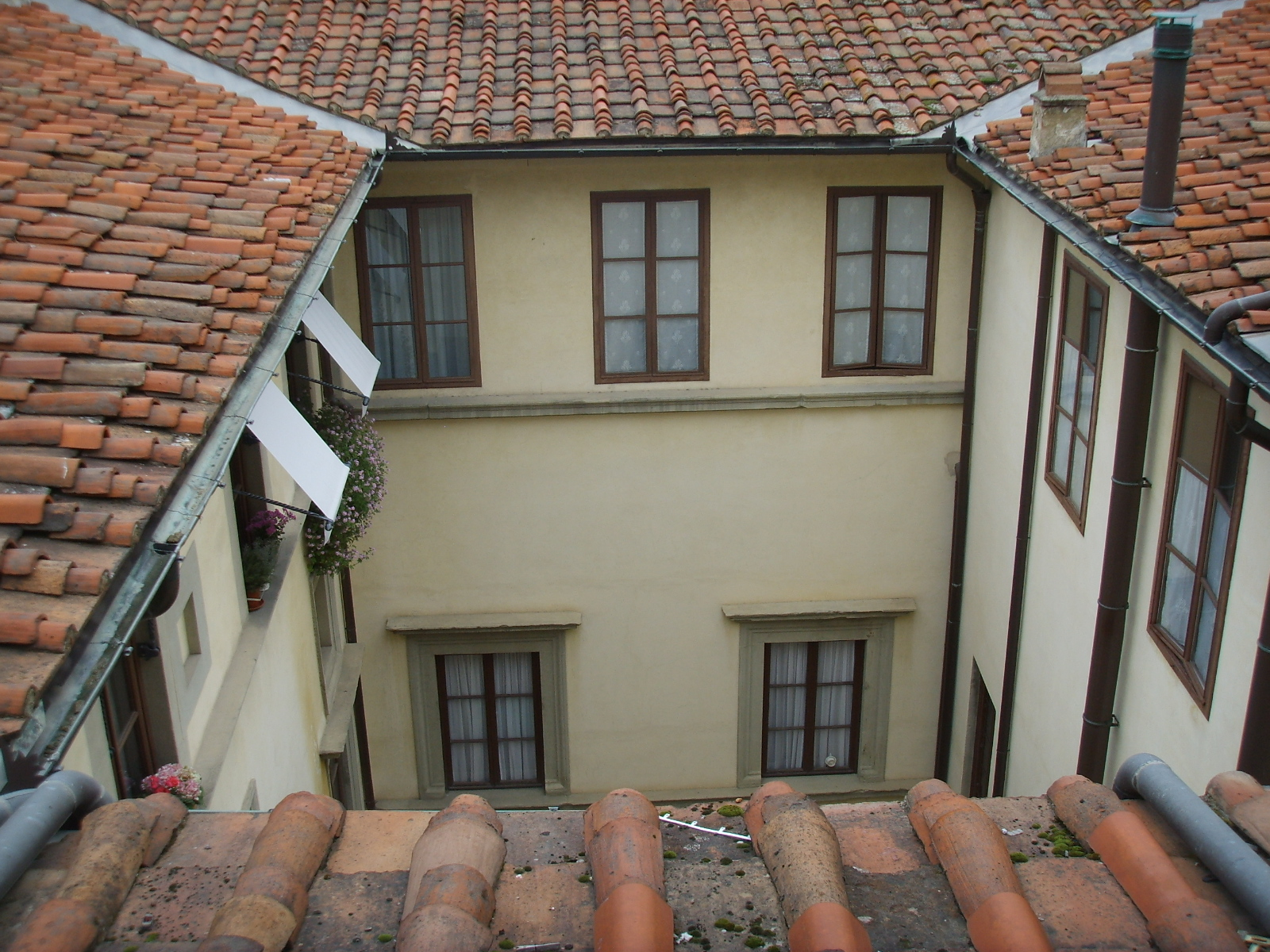
O pátio
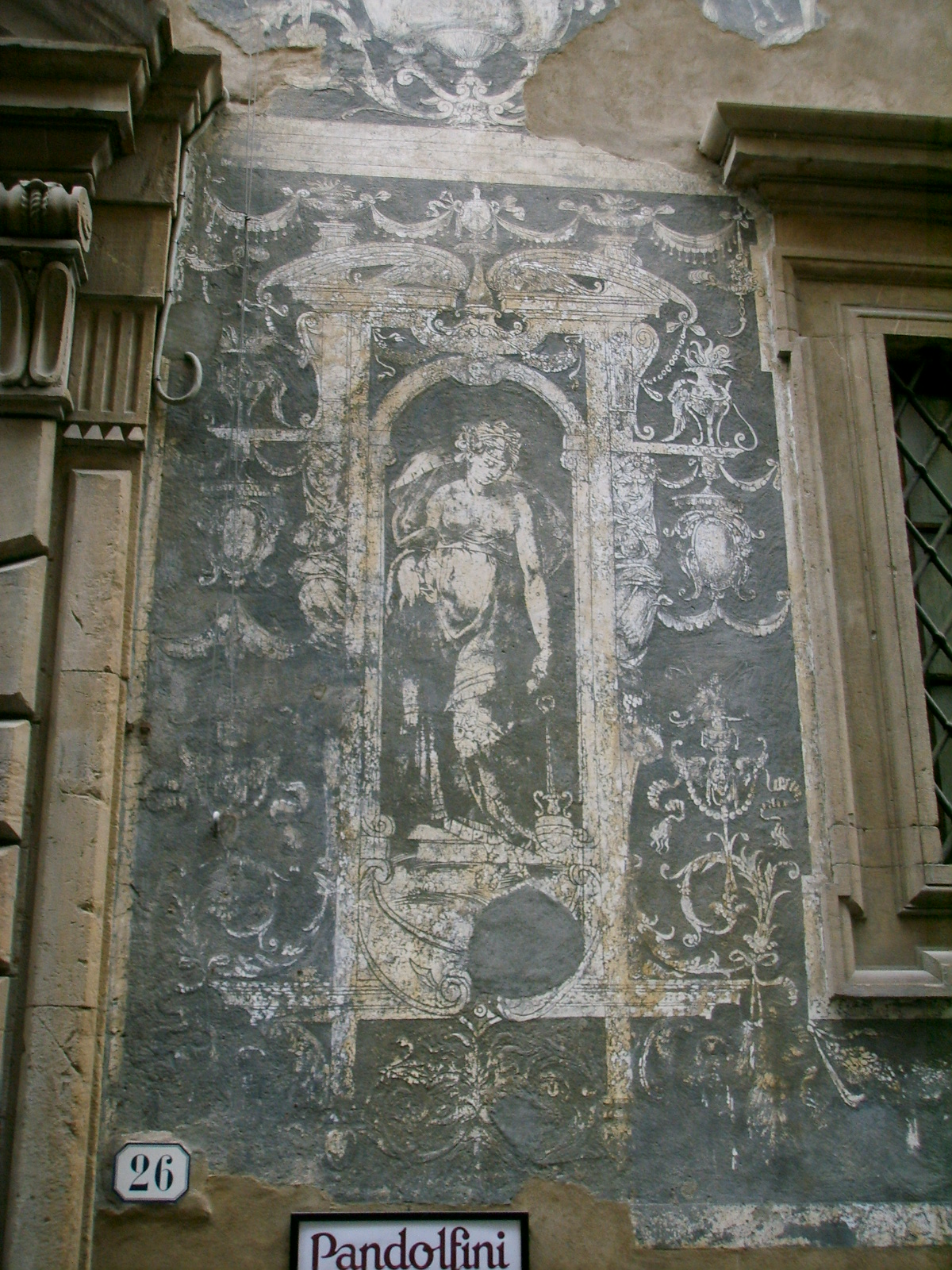
Grafitos da fachada
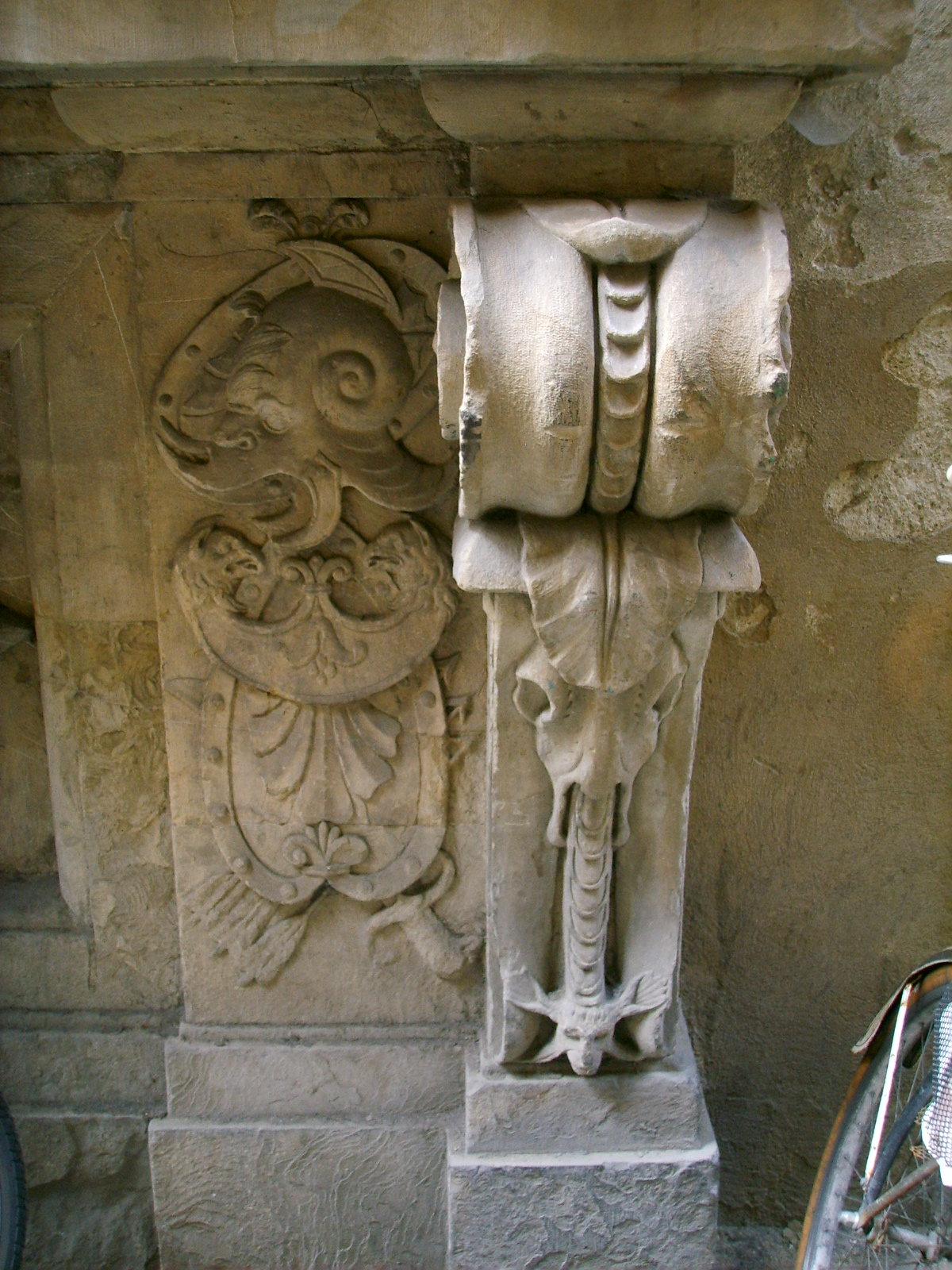
Detalhe das janelas ajoelhadas
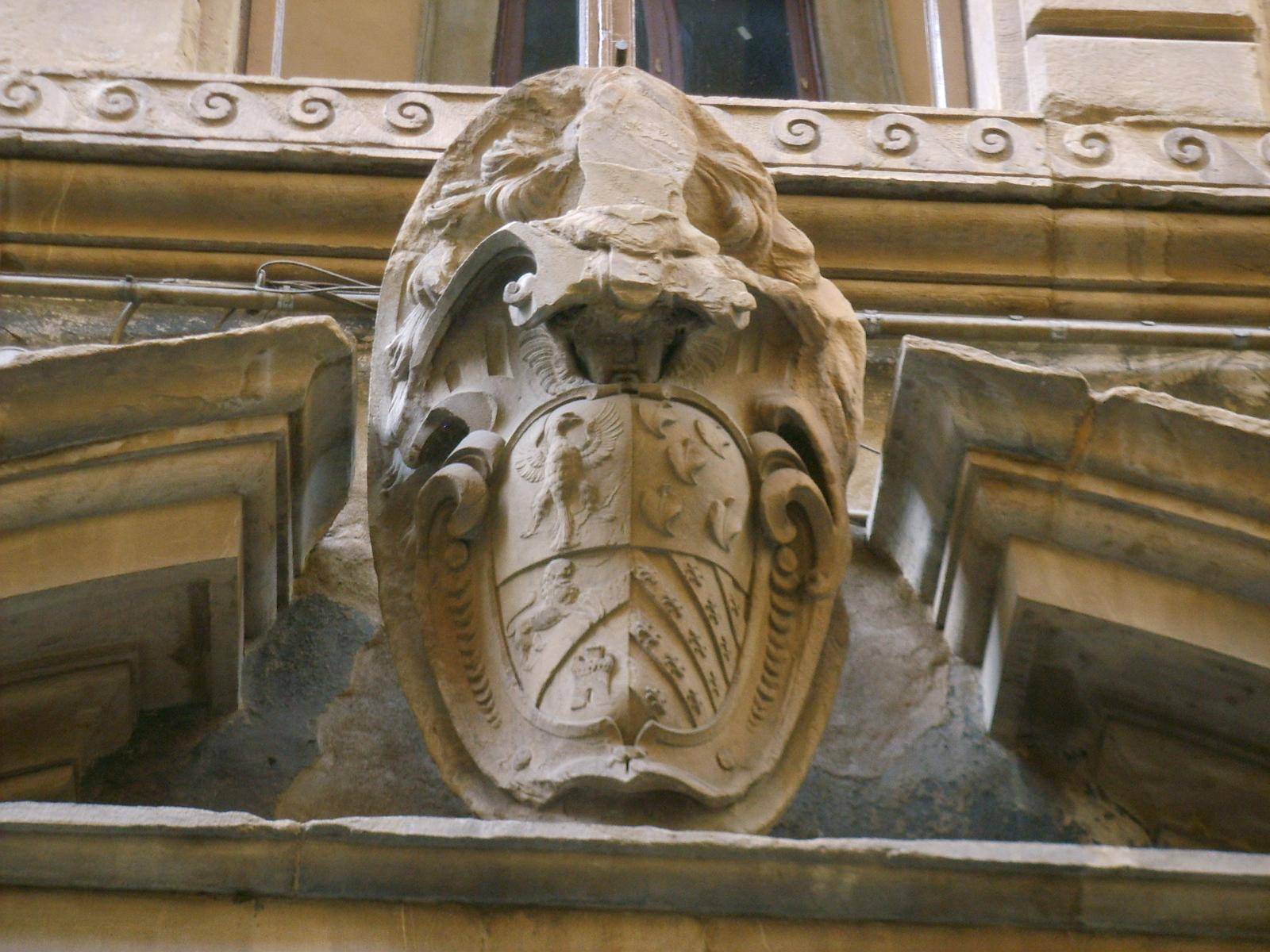
Brasão no portal
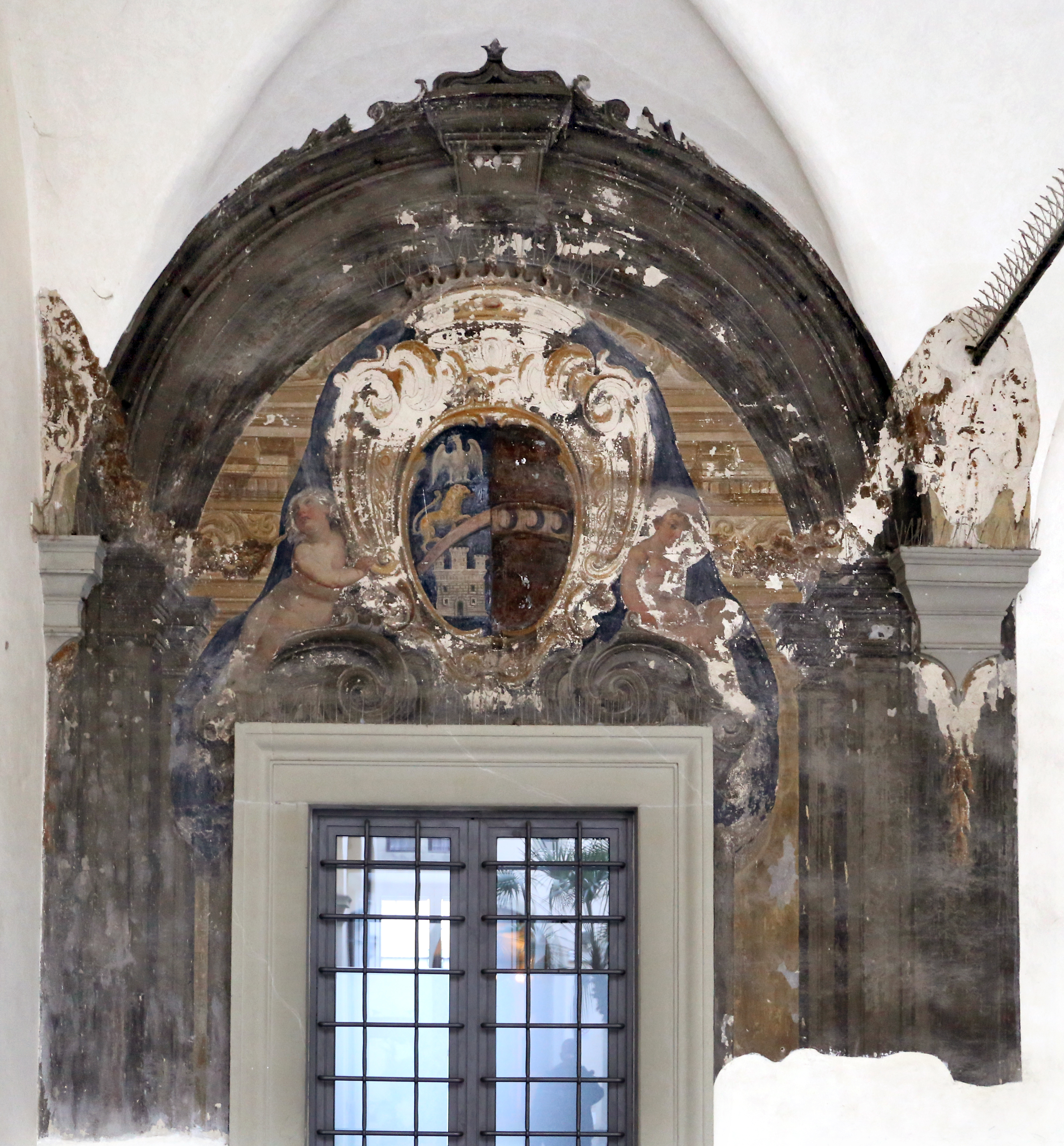
Brasão no pátio interior
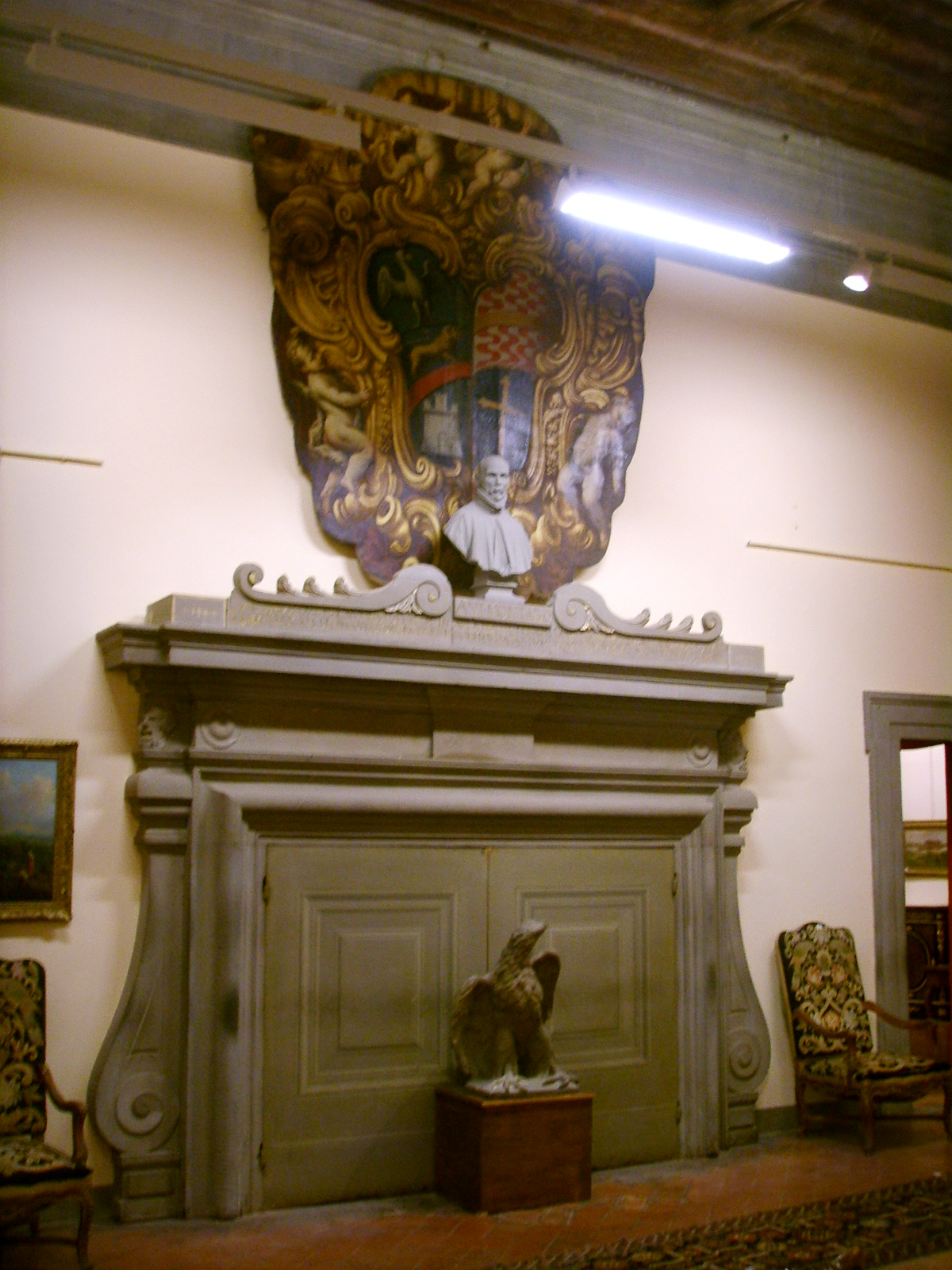
Lareira